# Cajibío
Cajibío é um município da Colômbia, localizado no departamento de Cauca.